# Spoorlijn Bratislava – Žilina
De spoorlijn Bratislava-Žilina is een belangrijke spoorlijn in Slowakije. Ze is gekend met het lijnnummer 120, is geëlektrificeerd, dubbelsporig, en verbindt Bratislava met Žilina. Het traject is gedeeltelijk in de Váh-vallei gelegen. De lijn maakt deel uit van de vijfde Pan-Europese corridor.

## Geschiedenis

### Ontstaan en evolutie
De spoorlijn Bratislava-Žilina werd geopend in verscheidene fasen. Het deel tussen Bratislava en Svätý Jur werd in 1840 in gebruik genomen als eerste lijn voor de paardentram naar Trnava. Dit was de eerste spoorlijn in het Koninkrijk Hongarije. De verlenging van het traject tot Sereď (regio Trnava) volgde in 1846.
De paardentramlijn werd in 1871 opgekocht door een nieuw opgerichte onderneming: Vágvölgyi vasút.
In 1872 ontving deze maatschappij een concessie teneinde:
- de lijn om te bouwen tot normaalspoor en te verlengen tot Žilina,
- de tractie te verzekeren bij middel van lokomotieven.[1]

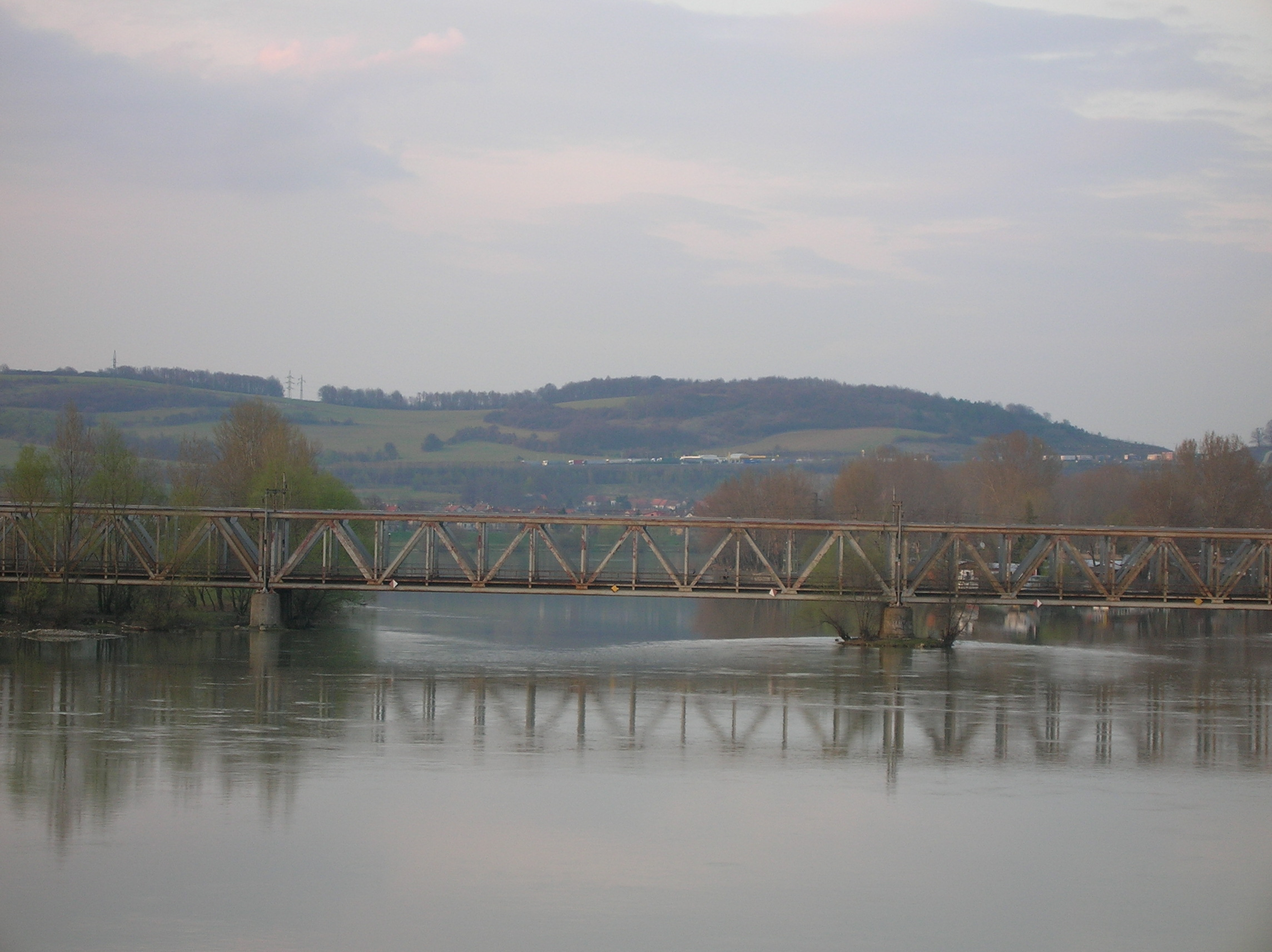
Zicht op de spoorweg in de Váh-vallei

De "Spoorweg van de Váh-vallei" stelde de volgende baanvakken met normaalspoor in dienst, voor het gebruik met stoomtractie:
- 1 mei 1873: Bratislava - Trnava
- 2 juni 1876: Trnava - Nové Mesto nad Váhom
- 1 mei 1878: Nové Mesto nad Váhom - Trenčín.

In 1878 werd deze spoorwegonderneming genationaliseerd. De lijn werd vanaf dat jaar eigendom van de "Magyar Királyi Államvasutak" (Koninklijke Staatspoorwegen van Hongarije). Deze laatste namen vanaf 6 juni 1879 het bestuur over maar droegen weinige jaren later op hun beurt de lijn over, aan de Oostenrijks-Hongaarse Staatsspoorwegmaatschappij (StEG). Gelijktijdig verkreeg de StEG een concessie voor de verlenging van de lijn naar Žilina.
De StEG baatte de lijn effectief uit vanaf 1 januari 1883 en het baanvak van Zlatovce (Trenčín) naar Žilina werd op 1 november 1883 in gebruik genomen.
Sedert 1904 is het baanvak Leopoldov - Žilina dubbelsporig. Voor de totaliteit van de lijn is dit slechts het geval sedert 1941.

### Modernisering
Anno 2023 maakt de route deel uit van de noordelijke dwarslijn tussen Bratislava en Košice. Het lijngedeelte van Rača naar Trnava maakt het voorwerp uit van een intensieve modernisering: bouw van bruggen, viaducten, tunnels, en de installatie van het Europese veiligheidssysteem: ETCS. Deze aanpassingen moeten een verhoging van de snelheid toelaten tot 120 à 160 km/u, als onderdeel van een Europees project.
Hierna volgt een overzicht van de verwezenlijkte moderniseringen.
| Modernisering van het baanvak | Modernisering van het baanvak                                   | Lengte  | Aanvang der werken | Indienststelling      |  |
| ----------------------------- | --------------------------------------------------------------- | ------- | ------------------ | --------------------- |  |
| Bratislava Rača - Trnava      |                                                                 |         |                    |                       |  |
|                               | Bratislava Rača – Šenkvice                                      | 13,4 km | maart 2002         | september 2006        |  |
|                               | Šenkvice - Cífer (evenals stations in de sectie: Rača - Trnava) | 22,4 km | juli 2004          | september 2008        |  |
|                               | Cífer – Trnava                                                  | 5,8 km  | maart 2000         | juli 2001             |  |
| Trnava - Nové Mesto nad Váhom |                                                                 |         |                    |                       |  |
|                               | Trnava - Piešťany                                               | 33 km   | oktober 2004       | maart 2008            |  |
|                               | Piešťany - Nové Mesto nad Váhom                                 | 20 km   | maart 2006         | maart 2009            |  |
| Nové Mesto nad Váhom - Púchov |                                                                 |         |                    |                       |  |
|                               | Nové Mesto nad Váhom - Trenčianske Bohuslavice                  | 4,5 km  | september 2009     | mei 2013              |  |
|                               | Trenčianske Bohuslavice (inbegrepen) – Zlatovce                 | 12,9 km | september 2009     | mei 2013              |  |
|                               | Zlatovce (inbegrepen) – Trenčianska Teplá                       | 12,2 km | oktober 2012       | december 2017         |  |
|                               | Trenčianska Teplá (inbegrepen) – Ilava                          | 11,4 km | november 2009      | juli 2014             |  |
|                               | Ilava - Beluša                                                  | 12,2 km | november 2009      | juli 2014             |  |
|                               | Beluša - Púchov                                                 | 9,7 km  | juli 2012          | november 2015         |  |
| Púchov - Žilina               |                                                                 |         |                    |                       |  |
|                               | Púchov – Považská Teplá                                         | 15,8 km | september 2016     | december 2021         |  |
|                               | Považská Teplá – Žilina                                         | 22,7 km | januari 2014       | februari 2018         |  |
|                               | Knooppunt Žilina (station "Zriaďovacia stanica") - Varín        | 50,1 km | mei 2021           | gepland voor mei 2025 |  |

## Stations en stopplaatsen

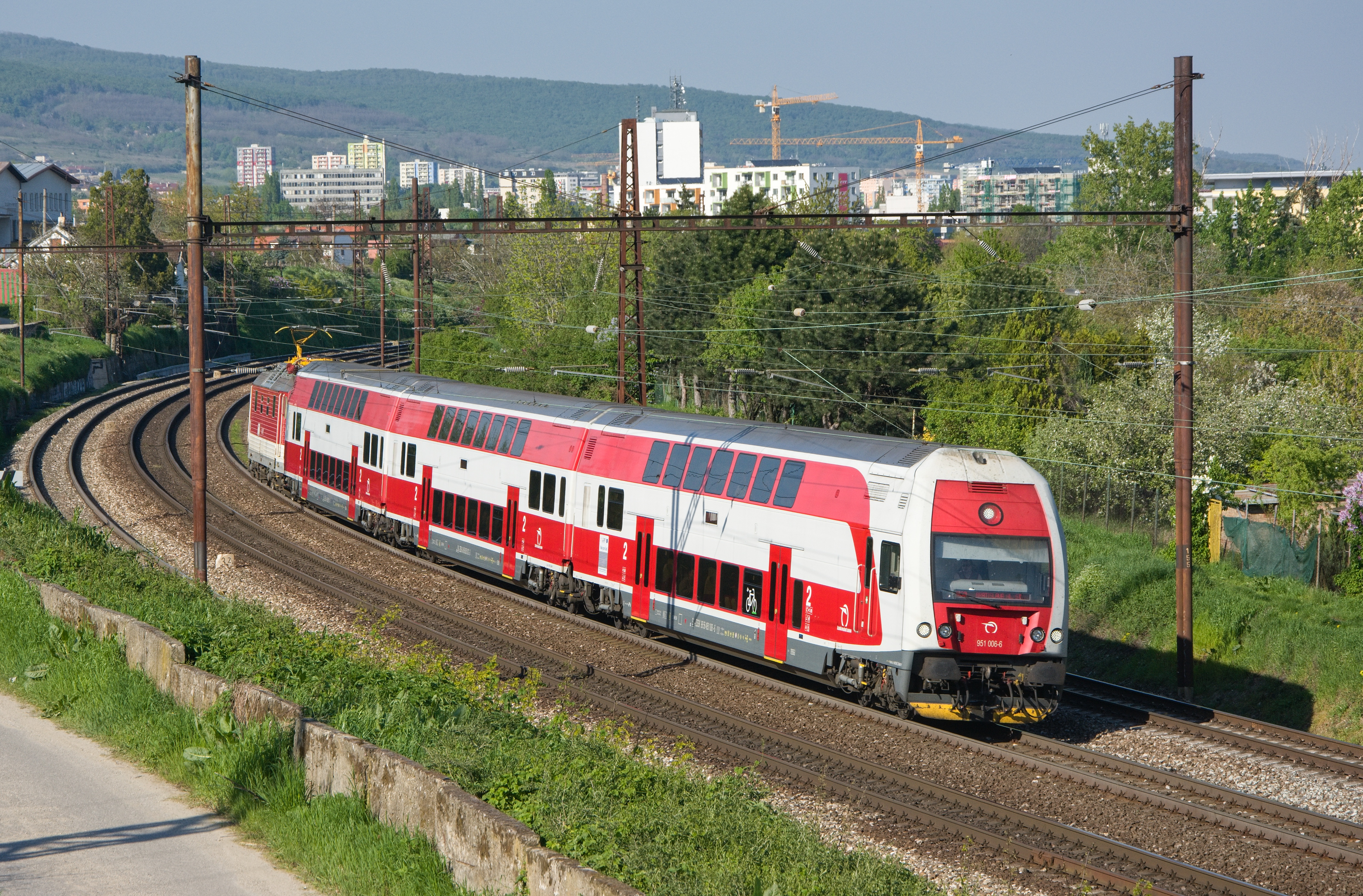
Trek-en duwtrein tussen de stations Bratislava hlavná stanica en Bratislava-Vinohrady

De lijn bedient de volgende stations en stopplaatsen:
- Bratislava hlavná stanica

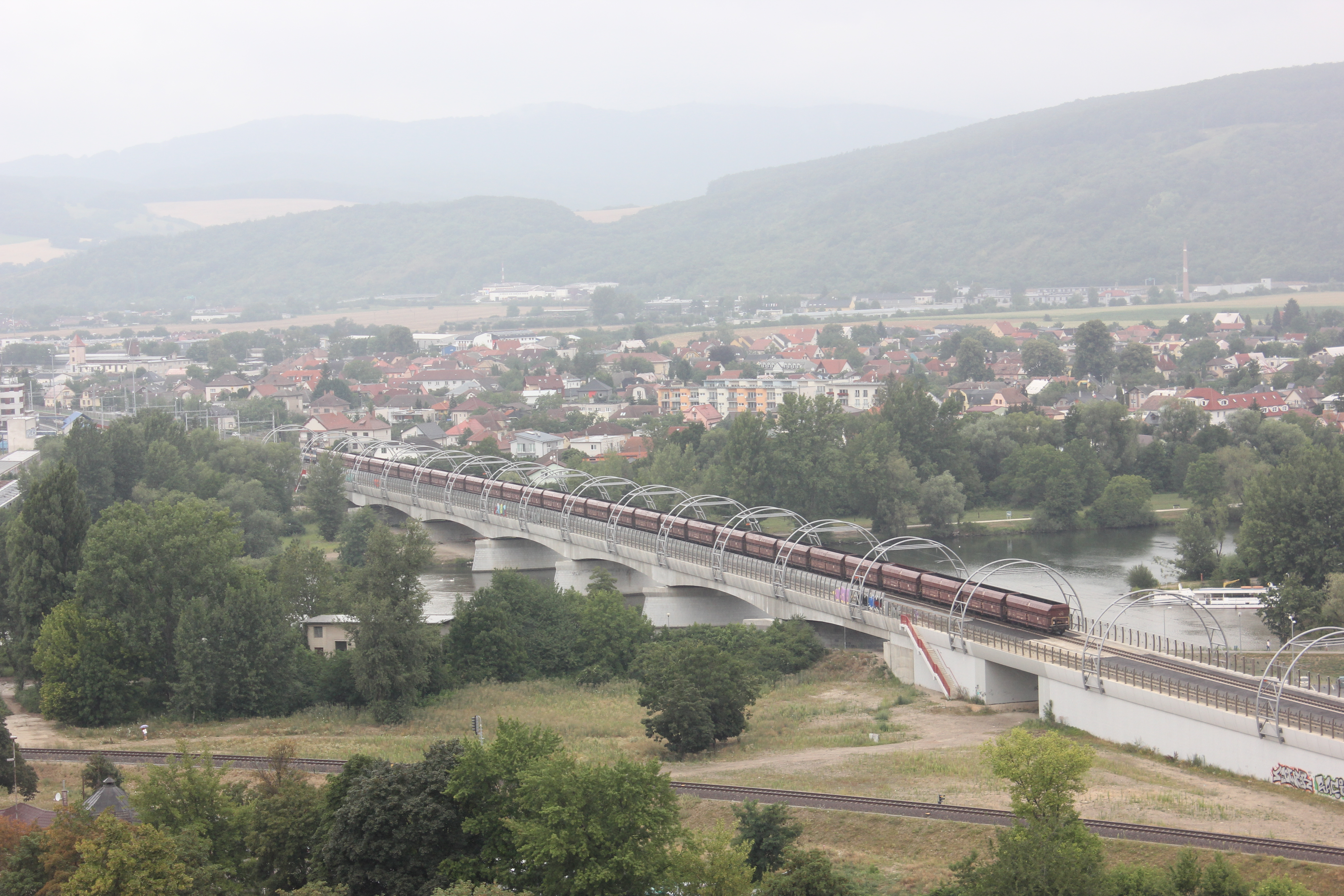
Spoorlijn 120 in Trenčín

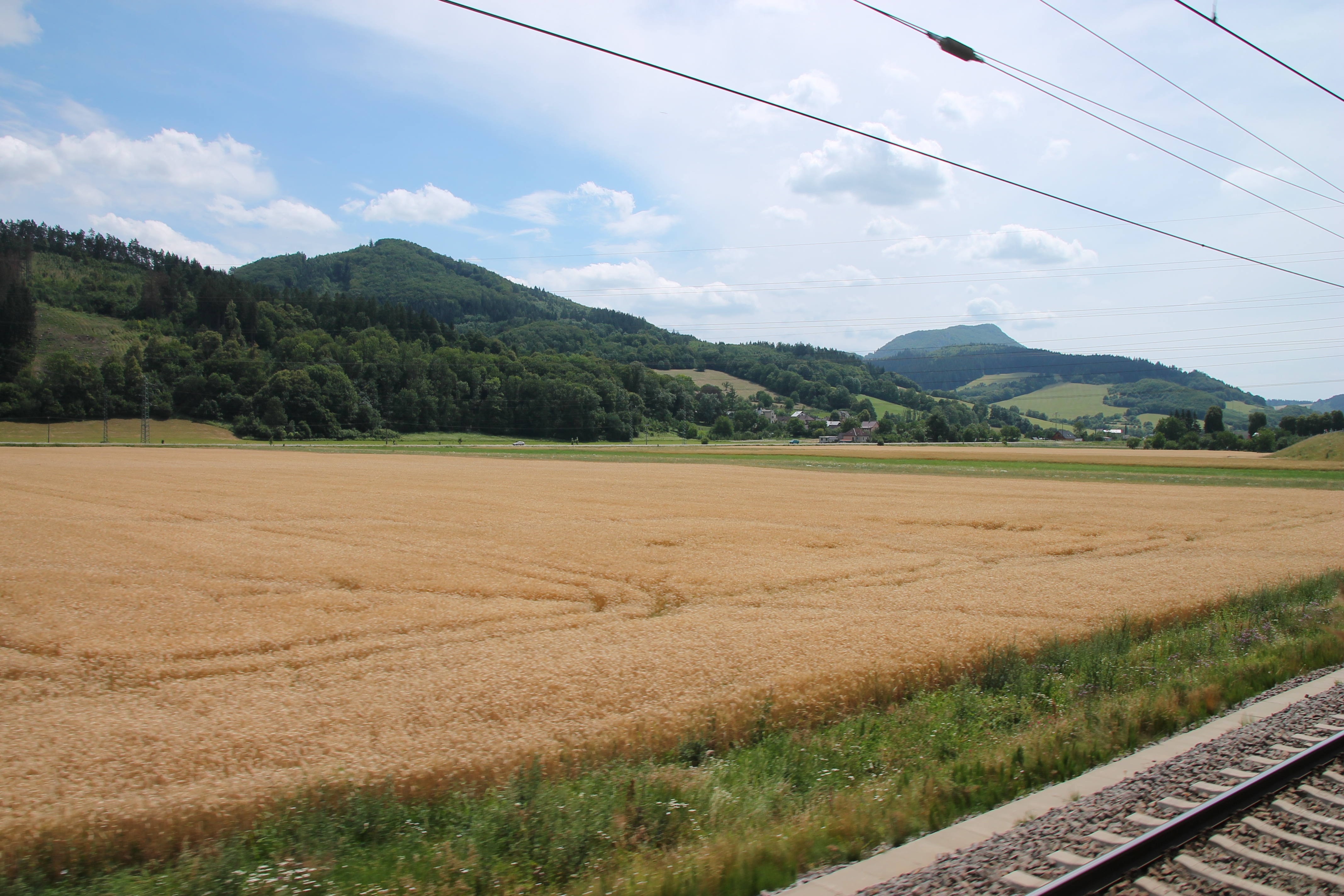
Nabij Púchov (anno 2018)

  - vertakking naar de lijnen 100, 110, 130, 132 en 607
- Bratislava-Vinohrady
- Bratislava-Rača
  - vertakking naar lijn 602
- Svätý Jur
- Pezinok zastávka
- Pezinok
- Šenkvice
- Báhoň
- Cífer
- Trnava
  - vertakking naar de lijnen 116 en 133
- Brestovany
- Leopoldov
  - vertakking naar de lijnen 133 en 141
- Piešťany
- Horná Streda
- Brunovce
- Považany

- Nové Mesto nad Váhom
  - vertakking naar lijn 121
- Trenčianske Bohuslavice
- Melčice
- Kostolná-Záriečie
- Trenčín-Zlatovce
- Trenčín
  - vertakking naar lijn 143
- Trenčín-Opatová
- Trenčianska Teplá
  - vertakking naar de lijnen 122, 123 en 124
- Dubnica nad Váhom
- Ilava
- Košeca
- Ladce
- Beluša
- Dolné Kočkovce

- Púchov
  - vertakking naar lijn 125
- Nosice
- Považská Bystrica
- Považská Teplá
- Plevník-Drienové
- Predmier
- Bytča
- Dolný Hričov
- Horný Hričov
- Žilina
  - vertakking naar de lijnen 126, 127 en 180